# Vossia (planten)
Vossia is een geslacht uit de grassenfamilie (Poaceae). De soorten van dit geslacht komen voor in Afrika en tropisch Azië.

## Soorten
Van het geslacht zijn de volgende soorten bekend: 
- Vossia cambogiensis
- Vossia cuspidata
- Vossia doriae
- Vossia hordeoides
- Vossia moliniae
- Vossia obesa
- Vossia procera
- Vossia speciosa